# Danielle Ray
Danielle Catherine Ray (* 5. März 1993 in Calgary als Danielle Letourneau) ist eine kanadische Squashspielerin.

## Karriere
Danielle Ray begann ihre professionelle Karriere in der Saison 2014 und gewann bislang sechs Turniere auf der PSA World Tour. Ihre höchste Platzierung in der Weltrangliste erreichte sie mit Rang 18 im Dezember 2021. Mit der kanadischen Nationalmannschaft nahm sie 2014, 2016 und 2018 an der Weltmeisterschaft teil. 2014 und 2018 wurde sie mit der kanadischen Mannschaft Vize-Panamerikameisterin, 2024 gelang ihr mit der Mannschaft schließlich der Titelgewinn. Darüber hinaus wurde sie 2024 Vizepanamerikameisterin. 2019 sicherte sie sich bei den Panamerikanischen Spielen in Lima im Doppel und mit der Mannschaft die Silbermedaille. 2018 und 2021 wurde sie kanadische Meisterin.
Sie studierte von 2011 bis 2014 an der Cornell University am College of Agriculture and Life Sciences. Im Juli 2023 heiratete sie den Unternehmer Abir Ray.

## Erfolge
- Vizepanamerikameisterin: 2024
- Panamerikameisterin mit der Mannschaft: 2024
- Gewonnene PSA-Titel: 6
- Panamerikanische Spiele: 2 × Silber (Doppel und Mannschaft 2019)
- Kanadische Meisterin: 2018, 2021